# Carl Robert Schindelmeyer
Carl o Karl Robert Schindelmeyer (Vienna, 1769 circa – Vienna, 1839) è stato un incisore austriaco.
È noto soprattutto per le carte geografiche e gli almanacchi incisi. La sua opera più nota è il volume (bilingue, francese e tedesco) Description des principaux parcs et jardins de l'Europe : avec des remarques sur le jardinage et les plantations - Bildliche und beschreibende Darstellung der vorzüglichsten Natur und Kunstgärten in Europa : mit Bemerkungen über Gartenkunst und Anpflanzungen.
La sorella Johanna aveva sposato l'editore, scrittore e traduttore Franz Anton Schrämbl, e dopo la morte del cognato Schindelmeyer ne guidò la stamperia, fino al 1825
, quando la lasciò al nipote Eduard Schrämbl.